# 伊拉托舒鄉
46°19′N 21°12′E / 46.317°N 21.200°E
伊拉托舒鄉（羅馬尼亞語：Comuna Iratoșu, Arad），是羅馬尼亞的鄉份，位於該國西部，由阿拉德縣負責管轄，面積46平方公里，海拔高度102米，2011年人口2,395，人口密度每平方公里51人。